# Michael Ettmüller
Michael Ettmüller (Lipsia, 26 maggio 1644 – Lipsia, 9 marzo 1683) è stato un medico tedesco.

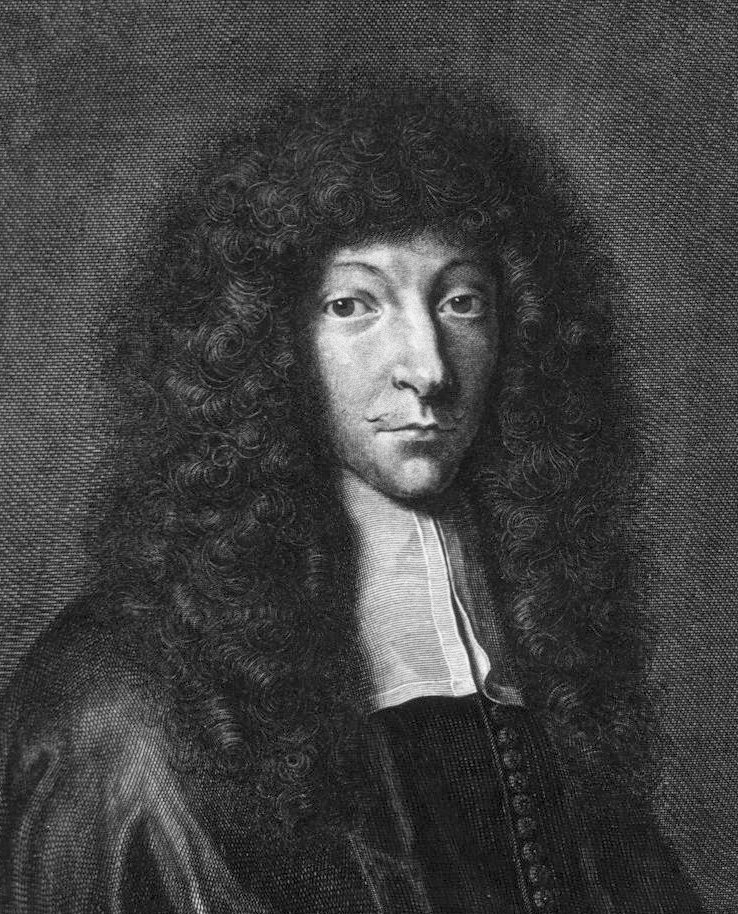
Michael Ettmüller

In gioventù viaggiò per l'Europa per poi tornare a Lipsia dove divenne professore di Botanica, Chimica e Anatomia. Anche il figlio, Michael Ernst Ettmüller, fu medico, professore a Lipsia in Chirurgia e Anatomia e pubblicò numerose dissertazioni in materia; fu anche socio dell'Accademia Leopoldina de' Curiosi della Natura.

## Opere

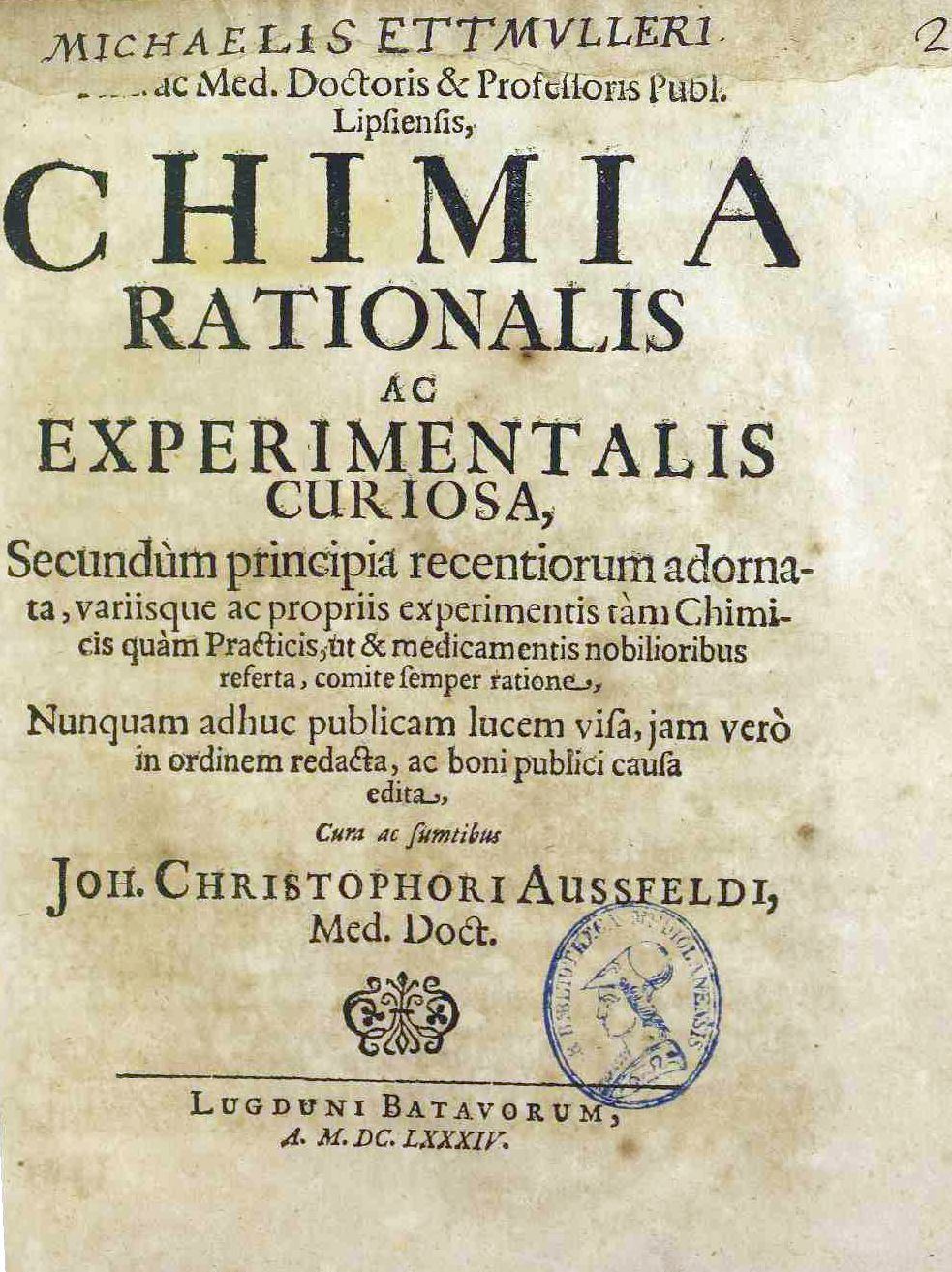
Chimia rationalis ac experimentalis curiosa, 1684

Scrisse diverse opere in ambito medico che vennero poi copiate e raccolte in:
- Opera omnia in compendium redacta, pubblicata nel 1702.[2]
  1. Institutionum Medicarum Synopsis ab ipso Authore concinnata.
  2. Pyrotechniae Rationalis seu Collegii Chymici Epitome.
  3. Commentarius in Schroderi Pharmacopeiam, contractus.
  4. Universa Praxis Medica in angustum coacta. Cui in calce adjicitur Chirurgia Medica summatim perstricta.
- Opera omnia in compendium redacta... nuovissima edixione rivista e corretta, pubblicata nel 1704.[3]

- (LA) Chimia rationalis ac experimentalis curiosa, Leiden, 1684.